# Colchani

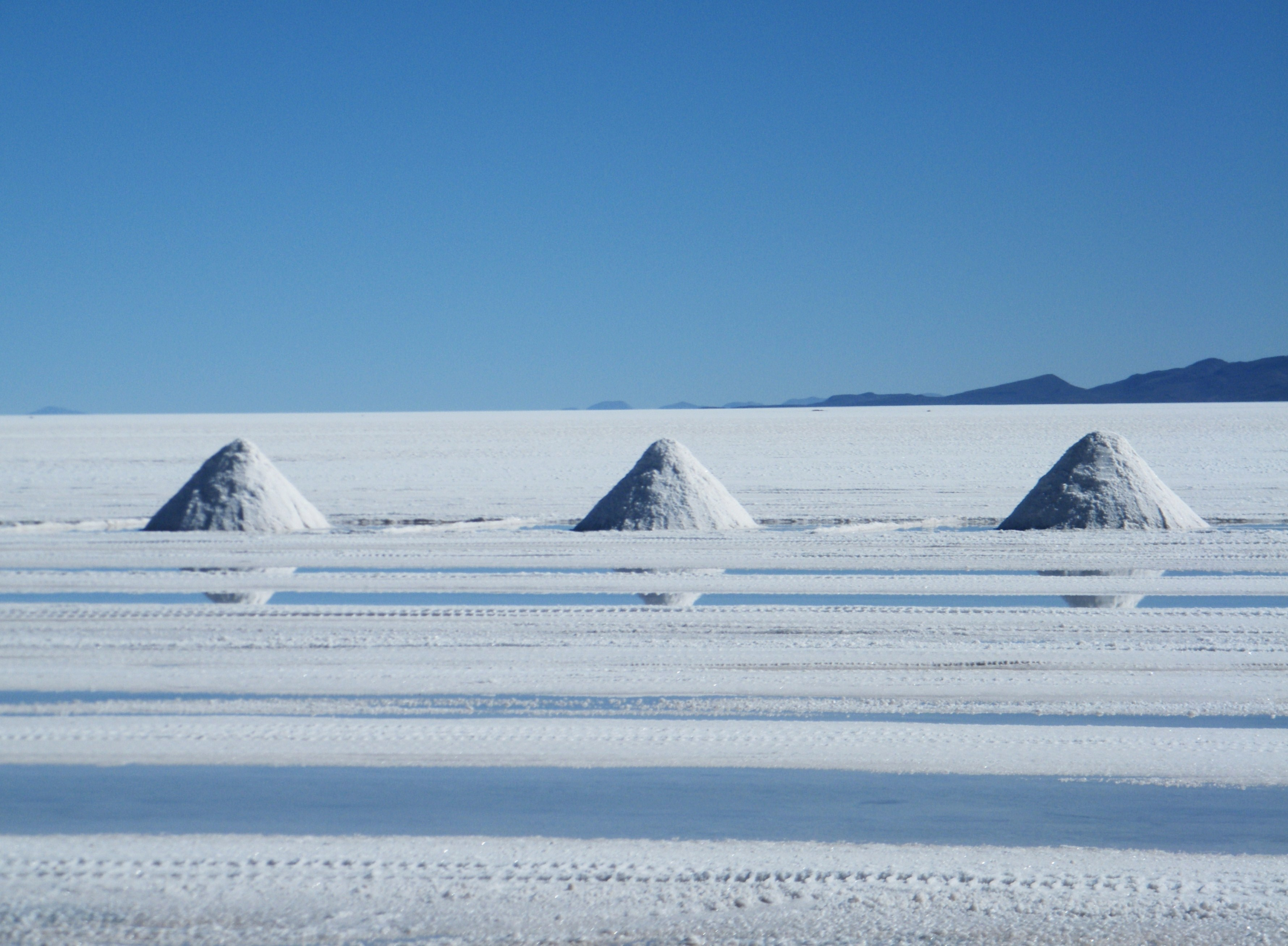
Cosecha de sal del Salar de Uyuni, en prximidades de Colchani

Colchani es una localidad del oeste de Bolivia, ubicada en el municipio de Uyuni de la provincia de Quijarro en el Departamento de Potosí.
Se localiza a 20 km de la ciudad de Uyuni en la carretera que une esta localidad con Oruro, a una altitud de 3.674 m s. n. m. La localidad de Colchani se ubica geográficamente dentro de los siguientes límites:
- Al norte con la comunidad de Pampa Grande
- Al este con la comunidad de Chacala, municipio de Uyuni.
- Al sur con la ciudad de Uyuni.
- Al oeste el Salar de Uyuni.

Colchani es la puerta al salar de Uyuni. Tiene un museo de sal visitado por muchos turistas. En el pueblo hay 2 hospedajes muy básicos con falta de servicios sanitarios. También hay varios hoteles en las orillas del salar de Uyuni que si cuentan con todos los servicios sanitarios, los cuales son de propiedad de privados.

## Demografía
La población de la localidad corresponde a 145 familias y un total de 580 habitantes. De la población urbana de Colchani, el 45%  son hombres y un 55% son mujeres. Un 25% de la población es menor de 5 años.
| Año  | Habitantes | Fuentes |
| ---- | ---------- | ------- |
| 1992 | 799        | Censo   |
| 2001 | 817        | Censo   |
| 2013 | 625        | Censo   |

## Aspectos económico productivos

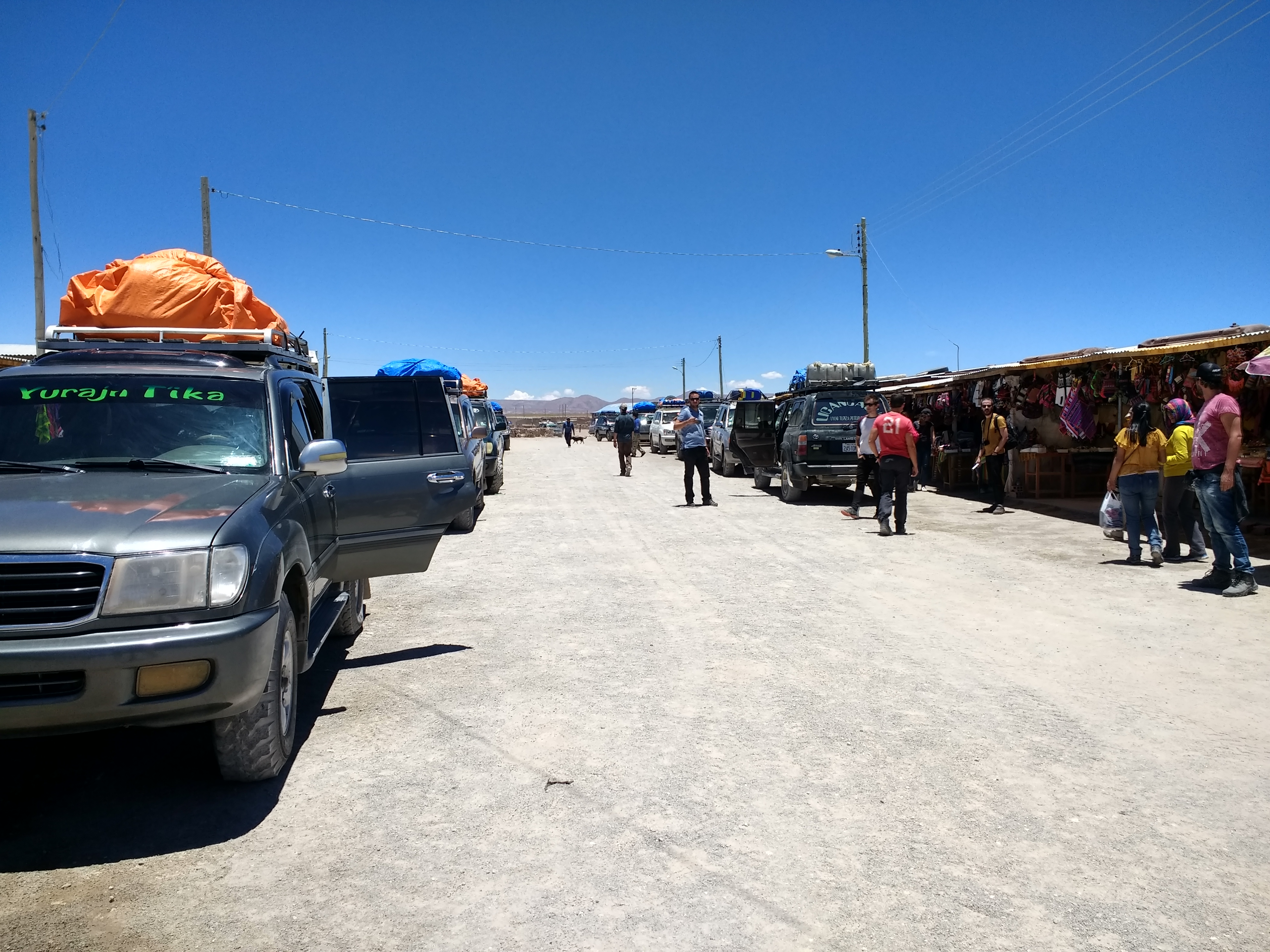
Turistas en Colchani

La principal actividad en la población es la agricultura, sin embargo existe también una gran parte de la población que desarrolla actividades de comercio, trabajo asalariado y servicios (turismo), siendo estas actividades las principales fuentes de ingreso de las familias.
Por las características ecológicas de la región, el cultivo de quinua (Quinua Real) tiene mayor importancia, con una media de producción de 20 quintales por hectárea. El área de cultivo promedio por año es de aproximadamente 7.000 ha.
Otra actividad de la comunidad es el acopio e industrialización de sal del Salar de Uyuni.
La ganadería es la segunda actividad, contándose como cantidad aproximado de 800 cabezas de llamas que son propiedad de las familias que habitan la localidad de Colchani.
La localidad forma parte de una ruta turística del Salar de Uyuni, ya que se encuentra a orillas del mismos salar. No obstante, existen limitantes para una adecuada oferta turística por ausencia de infraestructura y servicios básicos.

## Transporte
Colchani se ubica a 177 kilómetros por carretera al suroeste de Potosí, la capital del departamento.
Desde Potosí, la carretera nacional Ruta 5 recorre 198 kilómetros al suroeste hasta Uyuni. Desde allí, la Ruta 30, que va al norte hasta Challapata, pasa por Colchani luego de 21 km.
Colchani cuenta con una estación de tren en la línea ferroviaria Antofagasta-La Paz.